# Mathias Ri Iong-hoon
Mathias Ri Iong-hoon do coreano 이용훈, (Kyoûng-ghi, Coreia do Sul, 13 de setembro de 1951) é bispo de Suwon.
Mathias Ri Iong-hoon recebeu o Sacramento da Ordem em 6 de março de 1979.
Em 19 de março de 2003, o Papa João Paulo II o nomeou Bispo Titular de Catabum Castra e o nomeou Bispo Auxiliar de Suwon. O arcebispo emérito de Gwangju, Victorinus Youn Kong-hi, o consagrou bispo em 14 de maio do mesmo ano; Co-consagradores foram o Bispo de Incheon, Boniface Choi Ki-san, e o Bispo de Suwon, Paul Choi Duk-ki. 
Em 10 de outubro de 2008, o Papa Bento XVI o nomeou ao bispo coadjutor de Suwon. 
Mathias Ri Iong-hoon tornou-se bispo de Suwon em 30 de março de 2009, sucedendo Paul Choi Duk-ki, que renunciou aos 61 anos.